# دنسون سیمون
دنسون سیمون (به انگلیسی: Denson Seamount) یک دریاکوه در ایالات متحده آمریکا است که در اقیانوس آرام واقع شده‌است.